# Ughy Szabina
Ughy Szabina (Ajka, 1985. április 24.) magyar költő, újságíró.

## Élete és pályafutása
Ughy Szabina Ajkán született, Somlóvásárhelyen nevelkedett, Sümegen járt gimnáziumba, és Piliscsabán végzett a Pázmány Péter Katolikus Egyetemen. A kétezres évek közepétől kezdve publikál a legkülönfélébb folyóiratokban és 2011-ben jelent meg az Orpheusz Kiadó gondozásában első verseskötete, Külső protézis címmel, 2015-ben Séták peremvidéken című verskötete. Tagja a Fiatal Írók Szövetségének és a József Attila Körnek. Újságíróként és rendezvényszervezőként is tevékenykedik; Bach Máté fotóssal együtt A pesti nő című blog szerzője.

## Művei
- Külső protézis, versek, Orpheusz Kiadó, Budapest, 2011
- Kis piachatározó; WeLovePublishing, Bp., 2014 (Kis hungarikum határozók)
- Séták peremvidéken, versek, Orpheusz Kiadó, Budapest, 2015
- A gránátalma íze, regény, Orpheusz Kiadó, Budapest, 2018

## Díjak, ösztöndíjak
- 2013: Móricz Zsigmond-ösztöndíj
- 2016: Bella István-díj